# Lago Dennenloher
El lago Dennenloher (en alemán: Dennenlohersee) es un lago situado muy cerca de la ciudad de Ansbach, en la región administrativa de Franconia Media, en el estado de Baviera (Alemania). tiene un área de 20 hectáreas y una profundidad media de 2.4 metros.